# نانسي ألبريتون
نانسي ألبريتون أستاذة الهندسة الحيوية وعميدة كلية الهندسة في جامعة واشنطن فرانك وجولي جنجرز. حتى نهاية أكتوبر 2019، كانت أستاذة كينية ورئيسة في القسم المشترك للهندسة الطبية الحيوية في جامعة ولاية كارولينا الشمالية في تشابل هيل.
اشتهرت بعملها في تحليل الخلية الواحدة باستخدام الأساليب الهندسية، وابتكرت ألبريتون أدوات لتحسين فهم الخلايا والأنسجة الحية والتلاعب بها. تمكّنت المنصات ذات الهندسة الدقيقة والموائع الدقيقة والمقايسات البيوكيميائية الجديدة العلماء من دراسة إشارات الخلايا ونقل الإشارات على مستوى الخلية الواحدة.

## التعليم
درست ألبريتون في جامعة جونز هوبكنز للحصول على درجة الماجستير في الطب، وفي معهد ماساتشوستس للتكنولوجيا للحصول على درجة الدكتوراه في الهندسة الطبية في الثمانينيات.

## الاهتمامات البحثية
يتوقف اهتمام ألبريتون في التحليل أحادي الخلية على استخدام الرحلان الكهربائي الشعري والتقنيات الدقيقة. درست من خلال هذا العمل إشارات الدهون على مستوى الخلية الواحدة، وعزل الخلايا التائية السامة للخلايا ذات الخصائص المحددة، والتقاط خبايا القولون. في مجال العضو على رقاقة، ركزت ألبريتون على تطوير الأجهزة التي تلتقط بفعالية بيئة الأمعاء الدقيقة والغليظة. 

## الجوائز
- زمالة معهد ماساتشوستس للتكنولوجيا في العلوم الصحية والتكنولوجيا (1985).
- جائزة سيرل سكولار (1995).[6]
- جائزة المحقق الشاب بيكمان (1995).[7]
- جائزة ماري ك. وفيلمر أ. فسل جامعة ولاية أيوا(2009).[8]

## روابط خارجية
- مكتب عميد جامعة واشنطن.
- القسم المشترك للهندسة الطبية الحيوية.
- جامعة نورث كارولينا في تشابل هيل.
- جامعة ولاية نورث كارولينا.